# Erdbeben vor Sumatra 2012
Das Erdbeben vor Sumatra 2012 war ein schweres Erdbeben, das sich am 11. April 2012 um 14:38 Uhr Ortszeit (8:38 Uhr UTC) vor der Küste Sumatras im Indischen Ozean ereignete. Das Geoforschungszentrum Potsdam ermittelte eine Momenten-Magnitude von 8,6 und eine Tiefe von 10 km. Das Erdbeben war das elftstärkste Erdbeben seit 1900.

## Tektonische Übersicht
Das Erdbeben vom 11. April mit der Magnitude 8,6 Mw vor der Westküste des nördlichen Teils der indonesischen Insel Sumatra ereignete sich infolge einer Blattverschiebung innerhalb der ozeanischen Lithosphäre der Indo-Australischen Platte. Das Zentrum des Erdbebens lag etwa 100 km südwestlich der Hauptsubduktionszone, die vor der Küste Sumatras die Grenze zwischen der Indisch-Australischen Platte und der Sundaplatte bildet. In dieser Gegend bewegt sich die Indisch-Australische Platte mit einer Geschwindigkeit von etwa 52 mm pro Jahr in Bezug auf die Sundaplatte in nordnordöstlicher Richtung.
Große Blattverschiebungsbeben sind in dieser Region der Indisch-Australischen Platte nicht selten. Seit dem Sumatra-Andamanen-Erdbeben vom Dezember 2004 mit der Magnitude 9,1 Mw, bei dem ein 1300 km langes Segment des Sumatra-Megathrusts aufgerissen ist, haben sich in der Umgebung des Zentrums des Erdbebens vom 11. April drei größere Blattverschiebungen ereignet. Diese geschahen am 19. April 2006 (Mw=6,2), am 4. Oktober 2007 (Mw=6,2) und am 10. Januar 2012 (Mw=7,2). In allen drei Fällen war die Weise der Verschiebung ähnlich. Die Herdmechanismen der drei früheren Erdbeben und der beiden großen Erdbeben vom 11. April sind zueinander konsistent und implizieren, dass jedes der Erdbeben sich als Ergebnis einer linksseitigen Blattverschiebung entlang eines nordnordöstlich oder als rechtsseitige Blattverschiebung entlang eines westnordwestlichen verlaufenden Bruchs ereignet haben könnte. Diese beiden unterschiedlichen Orientierungen sind unter demselben tektonischen Spannungsfeld möglich; rechtwinklig zueinander stehende Blattverschiebungsverwerfungen, die jeweils mit demselben Spannungsfeld kompatibel sind, nennt man „ergänzende Brüche“. Möglicherweise waren Brüche beider Ausrichtungen in die kürzliche Erdbebenaktivität involviert.

## Auswirkungen des Bebens
Durch das Erdbeben und das starke Nachbeben mit der Magnitude 8,2 Mw haben sich die beiden betroffenen Platten um etwa 21 m gegeneinander verschoben – bei der in der Öffentlichkeit bekanntesten Blattverschiebung, dem San-Francisco-Erdbeben von 1906, hatten sich die beiden Seiten des San-Andreas-Grabens um etwa 4,5 m gegeneinander bewegt. Das Beben ist nach der Magnitude das elftstärkste Erdbeben seit 1900 und gleichzeitig das stärkste bisher gemessene Erdbeben mit einer Blattverschiebung, allerdings wird unter Geophysikern darüber debattiert, ob das Assam-Erdbeben 1950 gleich stark war.

### Tsunamiwarnung
Das Pacific Tsunami Warning Center hatte zunächst für die 28 Anliegerstaaten des Indischen Ozeans eine Tsunamiwarnung ausgegeben, diese jedoch etwa drei Stunden nach dem Erdbeben für die meisten Staaten und Gebiete aufgehoben.
| Ort                                    | Koordinaten | Zeit (UTC) | Amplitude | Periode |
| DART-Boje 23401                        | 8.9N 88.5E  | 09:56      | 0,03 m    | 06 min. |
| Meulaboh, Indonesien                   | 4.1N 96.1E  | 10:07      | 1,06 m    | 12 min. |
| Sabang, Indonesien                     | 5.8N 95.3E  | 10:10      | 0,36 m    | 06 min. |
| Tellukdalam, Indonesien                | 0.6N 97.8E  | 10:44      | 0,22 m    | 14 min. |
| Kokosinseln, Australien                | 12.1S 96.9E | 11:02      | 0,08 m    | 18 min. |
| Enggano, Indonesien                    | 5.3S 102.3E | 11:04      | 0,12 m    | 04 min. |
| Trincomalee, Sri Lanka                 | 8.6N 81.2E  | 11:29      | 0,06 m    | 16 min. |
| Ko Taphao Noi, Thailand                | 7.8N 98.4E  | 11:43      | 0,05 m    | 06 min. |
| Padang, Indonesien                     | 1.0S 100.4E | 12:08      | 0,09 m    | 34 min. |
| Gan, Malediven                         | 0.7S 73.2E  | 12:12      | 0,03 m    | 48 min. |
| Malé, Malediven                        | 4.2N 73.5E  | 12:23      | 0,19 m    | 06 min. |
| Hanimaddhoo, Malediven                 | 6.8N 73.2E  | 12:35      | 0,25 m    | 06 min. |
| Quelle: Pacific Tsunami Warning Center |             |            |           |         |

### Reaktionen
Das Erdbeben war aufgrund seiner Magnitude in weiten Teilen Südasiens und Südostasiens zu spüren, so etwa in den indischen Großstädten Chennai, Bangalore, Kochi, Bhubaneswar und Kolkata, an der Westküste der Malaiischen Halbinsel zwischen Penang und Kuala Lumpur, in Colombo auf Sri Lanka sowie auf den Malediven, in Singapur, Bangladesch, Burma, Vietnam und Thailand.

### Nachbeben
Neben mehreren kleinen Beben ereignete sich um 10:43:09 UTC ein ungewöhnlich schweres Nachbeben der Magnitude 8,2 ca. 250 km entfernt.

## Neue Forschungsergebnisse
Im Dezember 2016 wurden neue Forschungsergebnisse von Wissenschaftlern des „Institut du Physique du Globe“ veröffentlicht. Die Erdbebenregion liegt demnach im Wharton-Becken. Dort wurden starke Bodendeformationen nachgewiesen. Durch die Kollision der Indischen Platte mit der Platte Eurasiens entsteht eine Drehung der Indischen Platte. Zugleich wandert der Australische Kontinent in Richtung Indonesien. Durch diese langsamen Plattenverschiebungen dehnt sich der Ozeanboden im Wharton-Becken und zerreißt. Die Forscher befürchten weitere starke Erdbeben in dieser Region.